# 华严宗

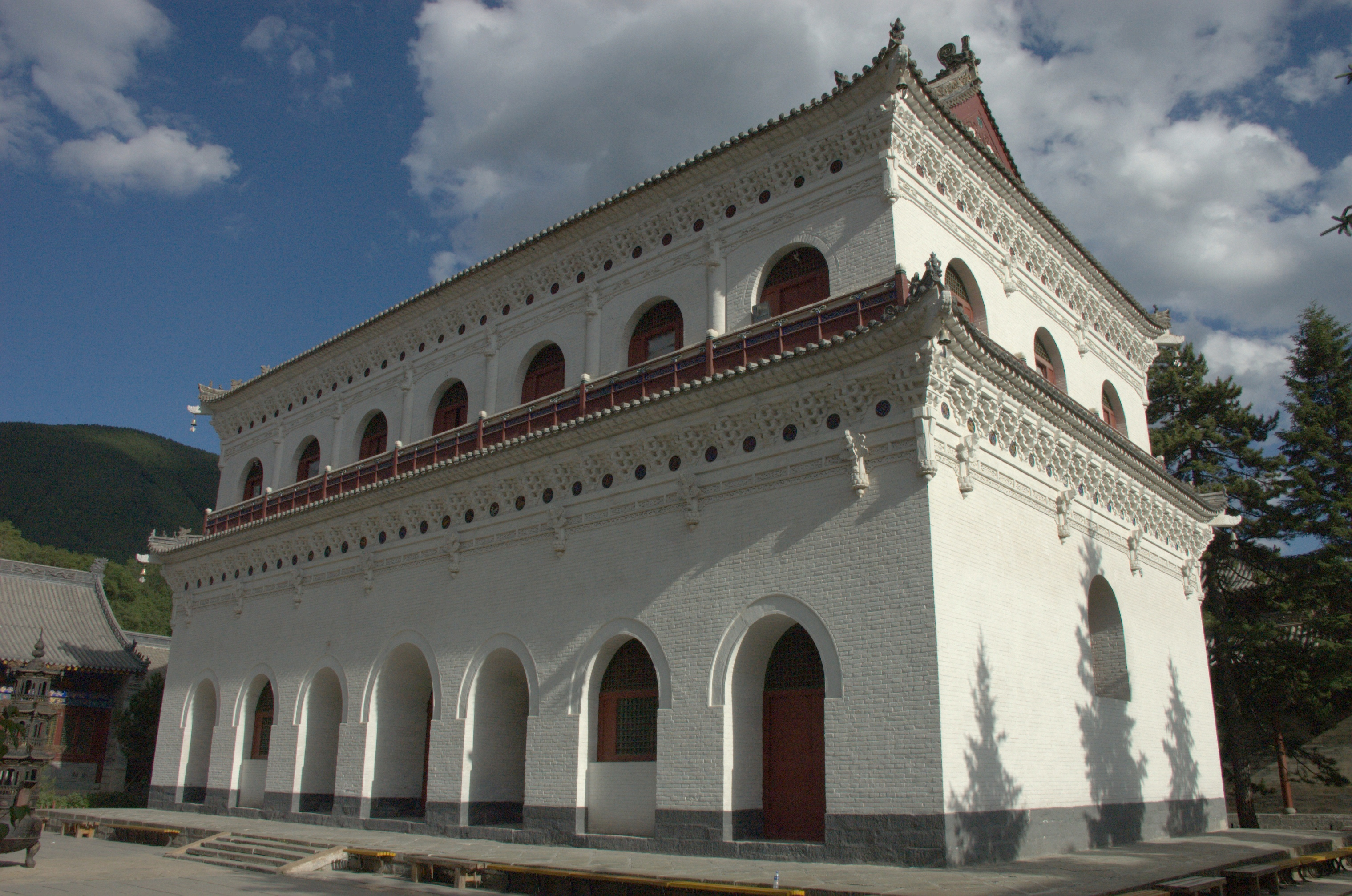
五台山显通寺無量殿，又稱七處九會殿

华严宗（賢首宗、法界宗）是漢傳佛教的教派。它发展了法界緣起、十玄、四法界、六相圓融等學說，發揮其“事事無礙”理論的风格。在判教上有所贡献，尊《华严经》为最高经典，將释迦牟尼的教法分為：「小」、「始」、「終」、「頓」、「圓」五教。
此宗以《华严经》为所依，故称为「华（花）严宗」；传统上以龙树菩萨为初祖，实际创始人是賢首法藏，故此宗或稱為「賢首宗」；因該宗發揮「法界緣起」為宗旨，故又稱「法界宗」。
华严宗於盛唐時立宗，至武宗會昌毀佛後漸衰，又因其中「頓教」內涵類似禪宗，故華嚴宗之後多與禪宗合流。
華嚴宗祖庭為陝西華嚴寺；此外，杭州慧因高丽寺曾有「華嚴第一道場」之譽；又终南山至相寺、草堂寺以及五台山顯通寺亦為重要的華嚴宗道場。日本華嚴宗大本山為奈良东大寺。

## 世系考證
華嚴宗的中國世系以相傳是文殊師利菩薩化身的帝心杜顺法師为始祖，云华智俨法师为二祖，贤首法藏法师为三祖，清凉澄观法师为四祖，圭峰宗密禅师为五祖。
宋朝加入西天始祖马鸣、龙树，故圭峰宗密为七祖。晉水淨源譽為華嚴宗在北宋的中興之祖。
境野黃洋考證，華嚴宗最初是由智正、智現、賢首三代相傳，認為杜順初祖說是後人杜撰。根據鳳潭與覺洲的說法，鈴木宗忠也考證華嚴宗並非起源杜順，認為應該是起源自智儼。宇井伯壽則主張應該是起源自智正、智儼、賢首三代。但是常盤大定則支持傳統說法，認為初祖應是杜順，傳智儼、賢首。

## 判教
由於印度佛教長時期的發展，形成大乘、小乘等不同的派別和經論，形成龐雜的關係。在魏晉南北朝期間，由西來譯僧逐漸翻譯出來，中國佛教徒面對內容有別、思想分歧的大、小乘經典，因而產生判教思想。
華嚴宗的判教，法藏主張五教說，把佛陀一生的說法依解說的義理深淺分為「小」、「始」、「終」、「頓」、「圓」五教。
1. 小乘教：為聲聞乘所說教法
2. 大乘始教：引導小乘人轉入大乘所說教法
3. 大乘終教：此為大乘終極的法門
4. 頓教：此為頓修頓悟的法門
5. 圓教：此為萬法融通、事事無礙之法門，指說理圓滿的《華嚴經》等。

## 思想
華嚴宗的主要教理有「法界緣起」及「四法界」。

### 法界緣起
依佛教思想的發展，緣起說可有四種，分別是「業感緣起」、「賴耶緣起」、「真如緣起」及「法界緣起」。
「業感緣起」是小乘教所主張的，小乘教認為眾生由惑而作業，由業而生苦果，由苦果再起惑做業，輪迴不斷，所以眾生身心世界皆由業力所起。
「賴耶緣起」是大乘始教所主張的，他們認為每一有情都有「阿賴耶識」，即一種深細難知的心識，它含藏能生起萬法的無量種子，一切皆由這些種子遇緣而顯現出來。
「真如緣起」是大乘終教所主張的，他們認為「真如」隨緣而生萬法，所以森羅萬像即是真如。
「法界緣起」是華嚴教所主張的。他們認為法界乃一大緣起，宇宙萬法融通，互為緣起，重重無盡，所以亦稱為「無盡緣起」。

### 法界三观
法界三觀者，乃帝心尊者依華嚴經而立也。法界即所觀之境，三觀即能觀之觀。此三種觀，雖自下升上，漸次深廣，然修之者，但一道豎窮，展轉圓妙，非初觀外別有二三，良以舉一即三，全三是一，故也。
- 真空观：謂非虛妄念慮曰真，非形礙色相曰空。故簡情妄以顯真性，使見色非實色，舉體全是真空。令見空非斷空，舉體全是真性。如是則能廓情塵，而空色無礙；泯智解，而心境俱融，故名真空觀。

- 理事无碍观：謂性靜明體曰理，形相分限曰事。故觀廣大之理，咸歸一塵；即了一塵之色，通遍法界。是則融萬象之虛相，全一真之明性。理事交徹，無礙圓融，故名理事無礙觀。
- 周遍含容观：謂無所不在曰周遍，無法不攝曰含容。故觀全事之理，隨事而一一可見；全理之事，隨理而一一可融。是則一多無礙，大小相含，互攝互容，重重無盡，隱顯自在，神用不測，真可謂入華嚴無盡法界之境，故名周遍含容觀。

### 四法界
法界者，一切眾生身心之本體也。法規則也，界有性分二義。若約事說界，即是分義，謂隨事分別故也。若約理說界，即是性義，謂諸法性不能變易故也。以此性分互相交絡，則成理事無礙法界。以理融事，一一融通，則成事事無礙法界也。
- 事法界：謂諸眾生色心等法，一一差別，各有分齊，故名事法界。

- 理法界：謂諸眾生色心等法，雖有差別，而同一體性，故名理法界。

- 理事無礙法界：謂理由事顯，事攬理成，理事互融，故名理事無礙法界。

- 事事無礙法界：謂一切分齊事法，稱性融通，一多相即，大小互容，重重無盡，故名事事無礙法界。

### 六相
六相者，謂一真法界之體，而有六種名義之相也。然法界體同，本無異相，由法入於義，遂有六名；名雖有六，不離一體，交徹融通，一多無礙故也。
- 總相：一即具多為總。謂一法界之體，能具多種之義也。如人之身能具眼耳等諸根，而為一體，故云總相。
- 別相：多即非一為別，謂理體雖一，而有種種差別之義也。如身體雖一，而眼耳鼻舌諸根各各不同，故云別相。
- 同相：義不相違名同，謂義雖有種種差別，而同一法界緣起故也。如眼耳等諸根，雖各不同，而共一身，不相違背，故曰同相。
- 異相：多異相望為異，謂種種差別之義。雖同一體而各適其宜，不相混濫也。如眼耳等諸根，各得其用，而不雜亂，故云異相。
- 成相：一多緣起和合為成，謂種種緣起之義，共成法界總相之體也。如眼耳等諸根，共成一身之用，故云成相。
- 壞相：諸法各住本位為壞。謂諸法之義，各各自住本位，則總相不成也。如眼耳等諸根，各住自位，一體不成，故云壞相。

### 十玄門
玄者，妙也。門即能通之義。謂玄妙之門，能通蓮華藏海故也。蓋此十門，乃晉雲華尊者依華嚴大經一乘圓頓妙義而立也。
- 同時具足相應門：謂舉一法時，頓具一切諸法。一法既具，法法亦然，交互同時，皆得相應，具足圓滿。經云：一切法門無盡海，同會一法道場中。是也。
- 廣狹自在無礙門
- 一多相容不同門
- 諸法相即自在門
- 隱密顯了俱成門
- 微細相容安立門
- 因陀羅網法界門
- 託事顯法生解門
- 十世隔法異成門
- 主伴圓明具德門

## 華嚴宗(中國)
- 帝心杜順（557-640）：禪師。勸依華嚴經修普賢行。
- 雲華智儼（602-668）：習學於地論師智正，及攝論師靜琳、法常。
- 賢首法藏（643-712），華嚴宗的實際創始人，以《華嚴經》為中心，融會地論師、攝論師的唯識學，以及《大乘起信論》。著有《華嚴探玄記》、《華嚴五教章》、《華嚴遊心法界記》、《妄盡還源觀》、《華嚴金獅子章》、《華嚴三昧觀》、《華嚴經義海百門》等著作。
- 清涼澄觀（737-838），於天竺寺的法詵（法詵為法藏門下慧苑的弟子）學習聞授華嚴玄旨。他早年參學廣泛，還請學南山律、三論、大乘起信論，又向荊溪湛然習天台止觀、牛頭禪一派的慧忠禪師、徑山道欽禪師以及荷澤神會門下的洛陽無名禪師，咨決南宗禪法。復謁慧雲禪師，瞭解北宗玄理。
- 圭峰宗密（784-841），知見體系依華嚴四祖清涼國師；禪遇南宗頓悟門荷澤宗的遂州道圓，提倡「教禪一致」以及《圓覺經》[5]，著有《圓覺經道場修證儀》。

會昌法難（845）以降，唐末五代騷亂不斷，經典散失，至宋初漸有復興。高麗王子義天在元豐八年（1085年）來華，將中土佚失的華嚴教典贈予慧因寺。
- 長水子璿（965-1038），初從秀州洪敏（天台宗山外派）學《華嚴》之教，後參謁瑯琊慧覺（臨濟宗禪師）而有所省悟。
- 晉水淨源（1011-1088），受華嚴經觀於五台山華藏承遷，受李通玄華嚴論於橫海明覃，又於子璿聽講楞嚴、圓覺、起信、肇論等。後住慧因寺，高麗僧義天向其學習華嚴教觀，著有《華嚴普賢行願修證儀》。
- 廣智本嵩（?），張商英迎請講經，弘揚華嚴法界觀，兼通禪宗、教門，著有《華嚴七字經題法界觀三十門頌》、《華嚴法界觀門通玄記》。
- 圓通道㲀（?），小五台山金河寺僧，宣揚華嚴義理、禪宗三門（見性、安心、發行）和準提密法，著有《顯密圓通成佛心要集》、《鏡心錄》。
- 一行慧覺（?-1312），通曉漢傳和藏傳佛教的西夏僧侶，主張「顯密並行」，編有《華嚴經海印道場懺儀》。
- 蒼山普瑞（?），活躍於昆明和大理南詔地區，以「華嚴為業」，參學南宗禪，著有《華嚴懸談會玄記》，並註解《華嚴經海印道場懺儀》。

至明以來，自魯庵普泰後（兼弘唯識學），分枝流派有四系。寶通法系（《寶通賢首傳燈錄》），始於不夜照燈，從初祖杜順載錄至「賢首第四十二世慧果密禪」為止。雲棲法系（《灌頂伯亭大師塔銘》）從初祖杜順至明末雲棲袾宏等諸位宗師，凡三十傳，而至伯亭續法。另外，尚有高原明昱、雪浪洪恩法系。
與雪浪洪恩同師門的憨山德清禪師，著有《華嚴綱要》，該書為提挈澄觀《華嚴大疏鈔》要義的作品。
- 雲棲袾宏（1535-1615），以淨土為中心融合華嚴與淨土的人物。
- 伯亭續法（1641-1728），柏亭是清代江南專弘華嚴教學的第一人，在賢首華嚴的法系中，乃華嚴宗第30代傳人。
- 月霞顯珠（1858-1917）

## 台灣華嚴宗
- 智光法師師從月霞法師，與弟子南亭法師創「華嚴蓮社」，設立華嚴專宗學院。
- 慧三法師師從常惺、應慈、慈舟等法師，創「樹林福慧寺」。
- 海雲繼夢法師師從夢參、欽因（福慧寺）法師，於南投縣鹿谷鄉創「大華嚴寺」。

## 日本华严宗
大唐道璇律师于開元二十四年（736年，日本天平八年），赍《华严宗章疏》入日本，新罗之審祥往大唐，从賢首法藏学《华严经》，後至日本，住于大安寺。其日本徒弟良弁開始了日本華嚴宗傳承，日本始有华严宗。

## 高麗華嚴宗
華嚴宗（又稱圓融宗），分有二派：
- 海東宗，新羅慶州芬皇寺元曉所創；
- 浮石宗，浮石寺義湘（智儼的弟子）所創；

均如 (균여，923-973)為高麗光宗時代的華嚴學者，當時的大華嚴首座。
宋元豐八年（1085年），高麗王子義天（1055－1101）來華學習天台、華嚴宗義，並將中土久佚的智儼《搜玄記》、《孔目章》，法藏《起信論義記》、《探玄記》，澄觀《華嚴經疏》等奉贈慧因寺；又，曹溪宗始祖普照知訥在熙宗元年（1205年）創曹溪山修禪社，倡華嚴教觀。